# Chevonne Forgan
Chevonne Chelsea Forgan, född 30 juni 2000, är en amerikansk rodelåkare.

## Karriär
Vid VM 2024 i Altenberg tog Forgan brons tillsammans med Sophia Kirkby i dubbel samt silver tillsammans med Summer Britcher, Dana Kellogg, Frank Ike, Tucker West och Sophia Kirkby i lagstafetten.